# Cavalleria (film)
Cavalleria è un film del 1936 diretto da Goffredo Alessandrini.
Il film venne presentato in concorso alla 4ª Mostra del Cinema di Venezia.

## Trama
Torino, 1901. Il conte di Frasseneto rischia la rovina economica a causa di alcuni investimenti andati male. La figlia Speranza rinuncia all'amore del sottotenente di cavalleria Umberto Solaro per sposare un barone austriaco e salvare così la famiglia: il matrimonio comporta per la ragazza il dolore aggiuntivo di dover lasciare Torino.
L'ufficiale, che tenta inutilmente di dimenticare il suo amore, diventa campione di equitazione; ma dopo la morte del cavallo Mughetto avvenuta durante una gara, decide di passare alla nascente specialità dell'aviazione. Scoppia la prima guerra mondiale: Umberto Solaro è ormai maggiore ed un asso dell'aeronautica. Troverà la morte durante una difficile missione in cui il suo aereo viene abbattuto. Il grande dolore dei compagni di reggimento che lo hanno sempre ammirato si unisce al pianto di Speranza Frasseneto.

## Distribuzione

Foto di scena con al centro Elisa Cegani ed Amedeo Nazzari

La pellicola venne distribuita nel circuito cinematografico italiano il 23 ottobre del 1936.

## Critica
- Cavalleria si regge sull'interpretazione, singolarmente efficace e ben affiatata nell'insieme, sulla bella fotografia, su quello stile pacato e simpatico che è caratteristico di Goffredo Alessandrini [...] Amedeo Nazzari, questo eccellente interprete, rivelatosi in un brutto film Ginevra degli Almieri si afferma con questa sua seconda fatica cinematografica come il più interessante dei nostri primi attori dello schermo. (Guglielmina Setti, in Il Lavoro, 29 agosto 1936)
- La presentazione di Cavalleria al Lido avvenne in una seratona. Applausi frequenti, caldi e convinti, salutarono un altro bel film italiano, ma salutavano soprattutto un giovane nostro regista che in questo film dà la convincente misura di una maturità rapidamente raggiunta. (Mario Gromo, in La Stampa, 22 ottobre 1936)

## Riconoscimenti
- Mostra Internazionale d'Arte Cinematografica di Venezia - 1936.
  - Coppa del Ministero per la stampa e la propaganda

## Curiosità
- Anna Magnani, giovane artista allora emergente, il 3 ottobre 1935 sposa il regista Goffredo Alessandrini, con cui nel 1936 gira Cavalleria nel ruolo della canzonettista Fanny.
- Nel 1935, Amedeo Nazzari è notato da Elsa Merlini che gli offre una parte nel film che sta per girare, Ginevra degli Almieri. La pellicola non avrà successo e Nazzari tornerà al teatro. Ancora una volta sarà un'attrice, Anna Magnani, a intuire le sue doti e insiste con suo marito affinché Amedeo faccia parte del cast di Cavalleria. La sua prestanza fisica, arricchita dal fascino della divisa, diventa la principale attrazione del film che, presentato a Venezia alla Mostra del Cinema e poi proiettato in tutte le sale d'Italia, diventerà uno dei maggiori incassi del 1936.